# 이찬열
이찬열(李燦烈, 1959년 7월 15일~)은 대한민국의 정치인이다. 경기도 화성 토박이 출신인 그는, 제18·19·20대 국회의원을 지냈다.
2009년 10월 28일 수원 장안 지역구 재선거에서 손학규의 뒷받침을 받아 KBS 아나운서 출신으로 인지도가 높았던 한나라당의 박찬숙 후보를 누르고 국회에 입성하였다. 그 후로 19대, 20대 총선에서 연거푸 당선되며, 3선 국회의원이 되었다. 2016년 10월 21일 손학규가 더불어민주당을 탈당하자, 손학규와의 의리를 지키기 위해 민주당 국회의원으로서는 유일하게 탈당에 동참하였다. 그리고 2017년 2월 17일 손학규와 국민의당에 동반 입당하였다가 2020년 2월 4일, 바른미래당을 탈당하였고, 2월 6일 자유한국당에 입당하였다.

## 학력
- 석천국민학교 졸업
- 삼괴중학교 졸업
- 삼일공업고등학교 졸업
- 인하대학교 기계공학 학사
- 연세대학교 대학원 경제학 석사

## 경력
- 만도기계 영업과 과장
- 화산PAP 창립. 대표이사 사장
- 삼일공업고등학교 총동문회 회장
- 수일여자중학교 학부모회 회장
- (사)한국장애인장학회 이사
- 경기도의회 공무국외연수심사위원장
- 경기도 노동복지기금 심의위원
- 경기도 지방 산업단지 심의위원
- 수원시 장안구 민족통일협의회 회장
- 장안신협 이사
- 신장안 산악회 회장
- 한나라당 경기도 지부 수원시 장안구 지구당 부위원장
- 2002년 6월 13일: 제3회 전국동시지방선거 당선(민선 3기, 경기 수원시 제2선거구, 한나라당, 초선)
- 2002. 7.~2006. 6. 제6대 경기도의회 의원(민선 3기, 경기 수원시 제2선거구, 한나라당→무소속, 초선)
- 수원시 검도연합회장
- 재수 화성시민회 부회장
- 2007.11.~2007.12. 제17대 대통령 선거 대통합민주신당 정동영 대통령 후보 경기 수원시 장안구 선거대책위원회 상임부위원장
- 재수화성시민회 이사
- 경기의정포럼 공동대표
- 전주 이씨 수원시 분원 부분원장
- 경동영아원 후원회 부회장
- 2008. 통합민주당 손학규 공동대표 조직담당특보
- 2008.~2010. 민주당 수도권광역전철 교통개선특별위원회 위원장
- 2008.~2010. 민주당 우리아이 지키기 특별위원회 위원장
- 2008.~2010. 민주당 경기도당 운영위원
- 2008.~2010. 민주당 서민생활특별위원회 위원
- 2008.~2011. 민주당 경기도당 수원시 장안구 지역위원회 위원장
- 2009년 10월 28일: 2009년 하반기 재보궐선거 당선(경기 수원시 장안구, 민주당, 초선)
- 2009. 10.~2012. 5. 제18대 국회의원(경기 수원시 장안구, 민주당→민주통합당, 초선)
  - 2009. 11.~2011. 1. 제18대 국회 전반기, 후반기 환경노동위원회 위원
  - 2010. 6.~2011. 5. 제18대 국회 후반기 예산결산특별위원회 위원
  - 2010. 7.~2012. 5. 제18대 국회 후반기 윤리특별위원회 위원
  - 2011. 1.~2012. 5. 제18대 국회 후반기 국토해양위원회 위원
- 2009. 12.~2011. 12. 민주당 원내부대표
- 2011. 3.~2011. 12. 민주당 손학규 대표 노동정무특보
- 2011.~2012. 민주통합당 경기도당 수원시 장안구 지역위원회 위원장
- 2011. 12.~2012. 5. 민주통합당 원내부대표
- 2012.: 민주통합당 KTX민영화 저지 특별위원회 위원
- 2012년 4월 11일: 대한민국 제19대 국회의원 선거 당선(경기 수원시 갑, 민주통합당, 재선)
- 2012. 5.~2016. 5. 제19대 국회의원(경기 수원시 갑, 민주통합당→민주당→새정치민주연합→더불어민주당, 재선)
  - 2012. 7.~2013. 3. 제19회 국회 전반기 행정안전위원회 간사
  - 2013. 3.~2014. 5. 제19대 국회 전반기 안전행정위원회 간사
  - 2013. 8.~2014. 5. 제19대 국회 전반기 예산결산특별위원회 위원
  - 2014. 6.~2016. 5. 제19대 국회 후반기 국토교통위원회 위원
- 2012. 5.~2013. 5. 민주통합당 경기도당 수원시 갑 지역위원회 위원장
- 2013. 5.~2014. 3. 민주당 경기도당 수원시 갑 지역위원회 위원장
- 2014. 3.~2015. 12. 새정치민주연합 경기도당 수원시 갑 지역위원회 위원장
- 2014. 10.~2015. 2. 새정치민주연합 선임원내부대표
- 2015. 2.~2015. 12. 새정치민주연합 경기도당 위원장
- 2015. 12.~2016. 8. 더불어민주당 경기도당 위원장
- 2015. 12.~2016. 10. 더불어민주당 경기도당 수원시 갑 지역위원회 위원장
- 2016년 4월 13일: 대한민국 제20대 국회의원 선거 당선(경기 수원시 갑, 더불어민주당, 3선)
- 2016. 5.~2020. 5. 제20대 국회의원(경기 수원시 갑, 더불어민주당→무소속→국민의당→바른미래당→무소속→자유한국당→미래통합당,[A] 3선)
  - 2016. 6.~2017. 7. 제20대 국회 전반기 산업통상자원위원회 위원
  - 2016. 7.~2018. 3. 제20대 국회 평창동계올림픽 및 국제경기대회지원 특별위원회 위원
  - 2017. 6.~2018. 5. 제20대 국회 전반기 예산결산특별위원회 위원
  - 2017. 7.~2018. 5. 제20대 국회 전반기 산업통상자원중소벤처기업위원회 위원
  - 2018. 7.~2020. 2. 제20대 후반기 교육위원회 위원장
- 2020. 2.~2020. 3. 제21대 국회의원 선거 경기 수원시 갑 미래통합당 국회의원 예비후보
- 2020. 3.~2020. 4. 제21대 국회의원 선거 미래통합당 이창성 경기 수원시 갑 국회의원 후보 선거대책위원회 총괄선거대책위원장
- 2022. 5.~2022. 6. 제8회 전국동시지방선거 국민의힘 김용남 경기도 수원시장 후보 선거대책위원회 명예선거대책위원장
- 2023. 12.~2024. 3. 제22대 국회의원 선거 경기 수원시 갑 국민의힘 국회의원 예비후보
- 2024. 3.~2024. 4. 제22대 국회의원 선거 국민의힘 김현준 경기 수원시 갑 국회의원 후보 선거대책위원회 총괄선거대책위원장

## 역대 선거 결과
|  | 39.42% |

|  | 54.38% |

|  | 7.54% |

|  | 38.20% |

|  | 49.22% |

|  | 51.62% |

|  | 47.42% |

## 소속 정당
| 소속 정당 | 소속 정당        | 소속 기간 | 비고           |
| --------- | ---------------- | --------- | -------------- |
|           | 한나라당         | 1998~2006 | 정계 입문      |
|           | 무소속           | 2006~2007 | 탈당           |
|           | 대통합민주신당   | 2007~2008 | 창당           |
|           | 통합민주당       | 2008      | 합당           |
|           | 민주당           | 2008~2011 | 당명 변경      |
|           | 민주통합당       | 2011~2013 | 합당           |
|           | 민주당           | 2013~2014 | 당명 변경      |
|           | 새정치민주연합   | 2014~2015 | 합당           |
|           | 더불어민주당     | 2015~2016 | 당명 변경      |
|           | 무소속           | 2016~2017 | 탈당           |
|           | 국민주권개혁회의 | 2017      | 창당준비위원회 |
|           | 국민의당         | 2017~2018 | 입당           |
|           | 바른미래당       | 2018~2020 | 합당           |
|           | 무소속           | 2020      | 탈당           |
|           | 자유한국당       | 2020      | 복당           |
|           | 미래통합당       | 2020      | 합당           |
|           | 국민의힘         | 2020~현재 | 당명 변경      |

## 같이 보기
- 수원시 장안구 (선거구)
- 수원시 갑
- 수원시의 국회의원
- 수원시 장안구의 국회의원